# Breakdown of Sanity
Breakdown of Sanity is een Zwitserse metalcoreband afkomstig uit Bern.

## Biografie
De band werd in 2007 opgericht uit de as van eerdere bands. De naam van de band moet de agressie van de muziek en de duistere tijdsgeest van onze samenleving weerspiegelen. De band is vanaf het begin voorvechter en onderdeel van de DIY-beweging en heeft zodoende nooit een platencontract getekend.
De band bracht in februari 2009 hun debuutalbum The Last Sunset uit, waarna de band ter promotie mee ging op tour met bands als August Burns Red en The Black Dahlia Murder. Op 4 april 2011 verscheen vervolgens hun vervolgalbum [MIRRORS]. Ter promotie toerde de band later dat jaar door West-Europa. Zij kregen hierbij ondersteuning van de Duitse bands Fuze Magazine, Monster Energy en Macbeth Footwear. In 2012 deed de band meerdere festivals aan, waaronder het Impericon festival te Leipzig.
Op 18 oktober 2013 bracht de band haar derde album Perception uit, waarna ze gedurende vijf optredens in Duitsland mee op toer mochten met August Burns Red en Architects. De band trad die zomer voor het eerst op met With Full Force.
In september 2016 bracht de band haar vierde en laatste album uit. Ter promotie van Coexistence toerde de band in oktober dat jaar door Europa, naast Dream on, Dreamer. Op 11 mei 2017 kondigde de band aan te stoppen. De band speelde haar laatste concert in een uitverkocht Biehübeli in haar thuisstad Bern.
In december 2023 kondigde de band hun comeback aan.

## Bezetting
Line up tot 2017
- Carlo Knöpfel - vocalen (2007-2017)
- Oliver Stingel - gitaar (2007-2017)
- Christoph Gygax - gitaar (2008-2017)
- Thomas Rindlisbacher - drums (2007-2017)
- César Gonin - bas (2007-2017)

Voormalige leden
- Sandro Keusen - gitaar (2007-2008)

## Discografie
Albums
- 2009: The Last Sunset
- 2011: [MIRRORS]
- 2013: Perception
- 2016: Coexistence

Singels
- 2011: Chapters
- 2015: My heart in your hands
- 2020: Traces'x
- 2021: Black Smoke
- 2023: Collapse